# Sugar+Spice2
『Sugar＋Spice２』（シュガー・スパイス2）は2010年7月30日にチュアブルソフトより発売された18禁恋愛アドベンチャーゲームである。

## 内容

### ゲームシステム
（出典：）
Sugar+Spice!で好評を得た「好きになったら告白システム」を引き続き踏襲している。その他にもヒロインの心中が分かる「オトメカイセキ」や、マップ画面で好きなエピソードを選択する「マップ＆ショートエピソード」などのシステムもある。しかし、Sugar+Spice!では物語の期間は1年間だったのに対し、本作の物語は夏に絞っている。

### ストーリー
（出典：）
主人公・天本響は父親が転勤したために姉・天本玲音の家に一緒に住むことになる。しかし姉の家には従妹の天本風花が既に住んでいた。年ごろの男女が一つ屋根の下に住むという環境に、響は戸惑う。しかし風花は同居をためらわず受け入れる。尻込みを感じながらも響は姉と従妹との新生活を始める。
新生活にも慣れたころ、響は先輩に諭され、自分に「夢」が欠けていることに気が付く。響の周りにいる少女たちは、みんな明確な夢を持って行動している。「夢を持っている女の子は何で出来ているのか」を探るために、響は彼女たちとの仲を深めていく。果たして彼は夢を持つ女の子を理解し、自分の夢を見つけられるのだろうか。

## 登場人物

### メインキャラクター
天本 響（あまもと ひびき）
声 - なし
本作の主人公。両親の海外転勤に伴い、姉の住むマンションに同居することになる。器用なために、どんなことでも人並み以上にこなすことができる。しかしその器用さが災いして、本気で打ち込む対象を見つけられずにいる。また、極度のシスコンである。
柊 銀河（ひいらぎ ぎんが）
声 - 金田まひる
身長：144cm B/W/H 78(B)/53/79
響の1つ年上の先輩。幼いころからピアノの訓練を続けていて、その腕前はピアノのコンテストで何度も受賞するほど。小柄で美人だが、頑固な性格なために友人が少ない。社会経験のために、「フォレスタ」というイタリアンレストランで働いている。
天本 風花（あまもと ふうか）
声 - 柚木かなめ
身長：152cm B/W/H 86(D)/56/84
響の1歳年下の従妹。玲音のマンションに響より前から住んでいる。甘い物が大好物で、どんなに怒っていてもお菓子をあげると機嫌がよくなる。ヤキモチ焼きであり、響が他の女の子と仲良くしていると不機嫌になる。
種子島 さな（たねがしま さな）
声 - 茶谷やすら
身長：158cm B/W/H 83(C)/58/85
響のクラスメイト。響とは前の学校からの知り合いである。水泳部の部長を務めており、後輩たちに慕われている。宇宙飛行士になるのが夢である。
遠野 薫子（とおの かおるこ）
声 - 真中海
身長：167cm B/W/H 89(E)/56/87
響のクラスメイト。子供のころは芸能活動をしており、ドラマにも出演したことがある。現在は芸能界から完全に引退している。人当たりのいい性格かつ美人なため、男女を問わず人気がある。

### サブキャラクター
天本 玲音（あまもと れいん）
声 - 桃井いちご
主人公の姉であり、風花の従姉。スタイル抜群の才女である。
工藤 信九郎（くどう しんくろう）
声 - 静陵聖
主人公のクラスメイト。水泳部に所属している。水泳部のエースであり、県大会ならば楽に勝ち抜くことができるほどの実力者である。生真面目な性格をしており、付き合いが悪いのが玉に瑕。
河合 優（かわい すぐる）
声 - 松田理沙
響のクラスメイト。水泳部のマネージャーを務めている。
春瀬 祭（はるせ まつり）
声 - 有栖川みや美
春瀬三姉妹の末っ子で、風花の親友。テンションが常に高い。体が弱いためにすぐに調子を悪くする。
春瀬 歌（はるせ うた）
声 - 有栖川みや美
祭の姉。『Sugar＋Spice！』のヒロインの一人。イタリアでの修行を終えて、現在はレストラン「フォレスタ」でコックとして働いている。
深山 藍衣（みやま あい）
声 - 桃井いちご
『Sugar＋Spice！』のヒロインの一人。たまに実家の銭湯の番台に立っている。友人がアルバイトをしている「フォレスタ」によく顔を出す。

## スタッフ
（出典：）
原画：ぎん太
シナリオ：森崎亮人
グラフィック：わぽ吉 / まんごープリン / まゆ
音楽：けんせい（Silver Seats studio）
プログラム：191919
ゼネラルマネージャー：ぽち
プロデューサー：イシダ
監督：草壁よしお

## 主題歌
（出典：）
- 「Dreaming」歌：民安★ROCK
- 「Fantastic Concerto」 歌：Rita

## 関連商品
Sugar＋Spice２
本作の小説版。2010年11月にパラダイムより発行。ISBN 9784894906747。
Sugar＋Spice２ 公式ビジュアルファンブック
本作のビジュアルファンブック。2010年11月にキャラアニより発行。ISBN 9784048953023。
Sugar+Spice2 Splash colors !!
本作のサウンドトラック。2010年8月13日発売。